# Sihlcity
La Sihlcity es un centro comercial ubicado en Zúrich, que fue construido en el espacio que ocupaba una antigua fábrica de papel cerca del río Sihl en el distrito Wiedikon en Suiza, que abrió el 22 de marzo de 2007. Se compone de unos 100 000 metros cuadrados de espacio de alquiler con una amplia gama de instalaciones, como restaurantes, un centro comercial, un complejo de cines, sitios de entretenimiento, salud y zona de bienestar, discoteca, un hotel Four Points y una capilla.